# سومیکو هاندا
سومیکو هاندا (انگلیسی: Sumiko Haneda؛ زادهٔ ۳ ژانویهٔ ۱۹۲۶) فیلم‌سازی اهل ژاپن است. وی از سال ۱۹۵۰ میلادی تاکنون مشغول فعالیت بوده‌است.